# E8-Standardstestung
Die E8-Standardstestung ist ein in Österreich für den im Fachbereich Englisch in der 8. Schulstufe eingeführtes Testverfahren. Das Bundesministerium für Bildung, Wissenschaft und Forschung (BMBWF), ehemals Bundesministerium für Unterricht, Kunst und Kultur BMUKK, hatte 2006 zu diesem Zweck unterschiedlichen österreichischen Bildungs- und Wissenschaftseinrichtungen den Auftrag erteilt, Standardstests für die Fächer Deutsch, Englisch und Mathematik zu erstellen. Die Spezifikationen für diese Tests legen fest, welche Kompetenzen österreichische Schüler in der 8. Schulstufe beherrschen sollen. Im Allgemeinen ist unter dem Begriff Standard ein Maßstab zu verstehen, er dient nicht dazu ein Ranking zu erstellen.

## Ziele und Entwicklung
Ziel sollte eine Veränderung der Unterrichts- und Schulpraxis durch Kompetenzorientierung sein. Den Schülern wird vermittelt, welche Kompetenzen für Schule und Beruf wichtig sind, den Lehrern sollen die Bildungsstandards eine zusätzliche Orientierung die Vorbereitung des Unterrichts geben.
Durch Standardstestung sollen die Stärken und Schwächen der Schüler erkannt und aufgezeigt werden, um zukünftiges Lernen effektiver zu gestalten. Auf der Unterrichts- und Schulebene können parallel dazu durch die Schulleitung und Lehrer Maßnahmen zur Optimierung des Unterrichts getroffen werden. Zusätzlich dazu wird mit dieser Testung eine nachvollziehbare Vergleichsbasis geschaffen, die es österreichischen Bildungseinrichtungen und Schülern ermöglicht, ihr Können europaweit mit dem anderer Schüler zu vergleichen.

### Pilotphase
- 2006: In Österreich wurde der E8-Standardstest das erste Mal 2006 in der 8. Schulstufe der Allgemeinbildenden Höheren Schulen (AHS), der Allgemeinbildenden Pflichtschulen (APS) und der Kooperativen Mittelschule (KMS) durchgeführt. Es wurden österreichweit rund 7.000 Schüler in den rezeptiven Fertigkeitsbereichen Hören und Lesen getestet.
- 2007: Es wurden rund 5.000 Schüler in den Bereichen Hören und Schreiben getestet. Zusätzlich wurden 800 von diesen Schüler im Bereich Schreiben getestet.
- 2008: Es nahmen rund 1.300 Schüler an der E8-Standardstestung in Österreich teil. Der Bereich Sprechen wurde erstmals getestet. Im Zuge der Testung wurden von allen Schülern Daten erhoben, die Aufschluss über bedeutende Faktoren wie Geschlecht, Muttersprache, Schultyp oder Lernmotivation geben sollen.

### Baseline-Überprüfung
Im Rahmen der Baseline-Überprüfung für die 8. Schulstufe haben im April und Mai 2009 an drei vorgegebenen Testterminen insgesamt 205 Schulen und mehr als 10.000 Schüler teilgenommen. Die Auswahl der einzelnen Schulen erfolgte nach dem Prinzip des geschichteten Zufallsstichprobe. Für die Teilnahme an der Testung wurden pro Schulstandort bis zu drei Klassen für die Teilnahme zufällig ausgewählt.
Überprüft wurde die Fertigkeit in Deutsch, Englisch (1. Lebende Fremdsprache) und Mathematik. Hie wurde besonders die Kompetent im Hören und Lesen getestet. Weiters wurden an den ausgewählten Schulen 1.400 Schüler in Englisch auch im Bereich Sprechen getestet.
Die Baseline-Testung wurde durch das Bundesinstitut für Bildungsforschung, Innovation und Entwicklung des österreichischen Schulwesens (BIFIE) und dessen Kooperationspartnern vorbereitet und durchgeführt, und ist nach TIMSS 95 die größte flächendeckende Überprüfung von Kompetenzen in Österreich.
Für die 4. Schulstufe wird die Baseline-Testung im Frühjahr 2010 stattfinden.

### Online Feedback

Screenshot E8 – Online Feedback: Listening – Total

Screenshot E8 – Online Feedback: Speaking – Task Achievement

Die Ergebnisse der E8-Standardstestung können online abgerufen werden. Dafür erhalten die Schüler bei der Testung einen Zugangscode. Die Schulleiter und Lehrer erhalten anonymisierte Informationen über die Leistung ihrer Klassen beziehungsweise Schüler.
Die einzelnen Fertigkeitsbereiche – Hören (Listening), Lesen (Reading), Schreiben (Writing) und Sprechen (Speaking) – sind jeweils in Teilbereiche gegliedert. Es werden Informationen sowohl zum Gesamtergebnis als auch zu den einzelnen Teilbereichen geliefert.
Listening
- Listening Total (Hörverständnis gesamt)
- Direct Meaning Comprehension (direktes Bedeutungsverständnis)
- Inferred Meaning Comprehension (abgeleitetes Bedeutungsverständnis)

Reading
- Reading Total (Leseverständnis gesamt)
- Careful Reading (sorgfältiges, genaues Lesen)
- Expeditious Reading (schnelles Lesen)

Writing
- Task Achievement (Aufgabenerfüllung)
- Coherence and Cohesion (Kohärenz und Kohäsion)
- Grammar (Grammatik)
- Vocabulary (Wortschatz, Vokabular)

Speaking
- Task Achievement (Aufgabenerfüllung)
- Clarity and Naturalness of Speech (Klarheit und Natürlichkeit der Sprache)
- Grammar (Grammatik)
- Vocabulary (Wortschatz, Vokabular)

Die Ergebnisse werden in zweifacher Ausführung dargestellt. Erstens wird die Leistung der Schüler mit der aller anderen getesteten Schüler derselben Leistungsgruppe österreichweit im Vergleich gezeigt. Zweitens wird angegeben, welches Sprachniveau (CEF Level) die Schüler in Bezug auf den Gemeinsamen Europäischen Referenzrahmen zum Zeitpunkt der Testung erreicht haben.